# Macieira (Weinbrand)
Macieira ist ein portugiesischer Brandy.

## Geschichte
Jose Guilherme Macieira gründete 1865 das nach ihm benannte Unternehmen, um neben Wein auch mit Spirituosen, Weinessig und Olivenöl zu handeln. 1885 begann er, nach einer Studienreise nach Cognac, und nachdem sein Sohn José Maria Macieira dort Önologie studiert hatte, mit dem Conhaque Macieira einen Cognac herzustellen. Dies war vor der regionalen Reservierung des Namens als heute geschützte Herkunftsbezeichnung. Das Getränk wurde u. a. bei der Weltausstellung Paris 1900 und 1915 bei der Gedenkfeier zur Eröffnung des Panamakanals ein Jahr zuvor gereicht.
Seit 2001 gehört Macieira zur Pernod-Ricard-Gruppe.

## Herstellung
Es werden die autochthon-portugiesischen Rebsorten Arinto, Periquita, Trincadeira und Fernão Pires verwendet. Der daraus gewonnene Weinbrand reift dann mindestens sechs Monate in Eichenfässern. Er wird, neben seiner bekanntesten Version mit 36, auch mit 40 und 43 % Vol. angeboten.

## Kennzahlen
Macieira ist in Portugal Marktführer im Brandy-Bereich, mit 55 % Marktanteil und 2 Millionen verkauften Litern (2008). Das Hauptaugenmerk, angesichts der geringen weiteren Wachstumsmöglichkeiten im Inland, legte das Unternehmen zuletzt auf den Export, insbesondere Brasilien und China gelten ihm dabei als Zukunftsmärkte.
Das Getränk wird heute in 29 Ländern auf allen fünf Kontinenten vertrieben.